# Sékou Camara
Abdoulaye Sékou Camara (Bamako, 17 de noviembre de 1985 - Bandung, 27 de julio de 2013), más conocido como Sékou Camara, fue un futbolista maliense, que jugó principalmente como delantero y delantero centro.
Sekou jugó para el Centre Salif Keita, Jomo Cosmos FC, Santos FC, PSAP Sigli, Persiwa Wamena y Pelita Jaya. Además fue convocado en una ocasión por la selección de fútbol de Malí en 2009.
Sekou Camara murió de un infarto agudo de miocardio el 27 de julio de 2013 en Bandung, Java Occidental, Indonesia, a los 27 años de edad.

## Clubes
| Club               | País      | Año         | Partidos | Goles |
| ------------------ | --------- | ----------- | -------- | ----- |
| Centre Salif Keita | Mali      | 2008 - 2009 | ¿?       | ¿?    |
| Jomo Cosmos FC     | Sudáfrica | 2009 - 2010 | 17       | 5     |
| Santos FC          | Sudáfrica | 2010 - 2011 | 10       | 2     |
| PSAP Sigli         | Indonesia | 2011 - 2012 | 30       | 12    |
| Persiwa Wamena     | Indonesia | 2013        | 15       | 10    |
| Pelita Jaya        | Indonesia | 2013        | 9        | 1     |